# (2075) Martinez
(2075) Martinez est un astéroïde de la ceinture principale.

## Description
(2075) Martinez est un astéroïde de la ceinture principale. Il fut découvert le 9 novembre 1974 à El Leoncito par l'Observatoire Félix-Aguilar. Il présente une orbite caractérisée par un demi-grand axe de 2,40 UA, une excentricité de 0,25 et une inclinaison de 27,1° par rapport à l'écliptique.

## Nom
(2075) Martinez porte le nom de Hugo Arturo Martinez (1890-1976), astronome argentin qui a travaillé à l'observatoire de La Plata. En effet, la citation de nommage mentionne :

« Nommé en mémoire de Hugo Arturo Martinez (1890-1976), astronome à l'observatoire de La Plata pendant de nombreuses années. »

— Minor Planet Circular 5013

## Compléments